# Бассейн Южный полюс — Эйткен
Бассейн Южный полюс — Эйткен — ударный бассейн на юге обратной стороны Луны, самый большой известный кратер Луны. Имеет размер 2400×2050 км, являясь одним из крупнейших известных кратеров всей Солнечной системы. Это глубочайшая и старейшая известная ударная структура Луны. Глубина бассейна достигает 8 км, а полный интервал высот (от глубочайших точек дна до высочайших точек вала) — 16,1 км. Его край виден с Земли как горная цепь, расположенная у южного лимба Луны («горы Лейбница»). Поверхность бассейна выделяется на окружающей его материковой местности более тёмным цветом, но не столь тёмным, как у равнин лунных морей.
Бассейн Южный полюс — Эйткен назван по именам двух объектов на его противоположных сторонах: южного полюса Луны и кратера Эйткен. Это рабочее название; официального (утверждённого МАС) названия у этого объекта нет.

## Открытие и исследование
Бассейн Южный полюс — Эйткен был впервые заснят (хотя лишь частично и с низким качеством) уже первым космическим аппаратом, сфотографировавшим обратную сторону Луны, — «Луной-3» в 1959 году. На четырёх снимках, сделанных «Луной-3», бассейн виден как тёмное пятно, восточная часть которого скрыта за лимбом. В 1960 году на основе этих снимков составили карту, где эта тёмная область получила название «Море Мечты» (More Mechty) в честь «Луны-1» («Мечты»). В том же году комиссия АН СССР опубликовала латинский вариант этого названия — Mare Desiderii. Другим возможным переводом было бы Mare Somniorum, но это создавало бы путаницу с Озером Сновидений (Lacus Somniorum). В итоге Международный астрономический союз в 1961 году по предложению Марсела Миннарта утвердил название Mare Ingenii.

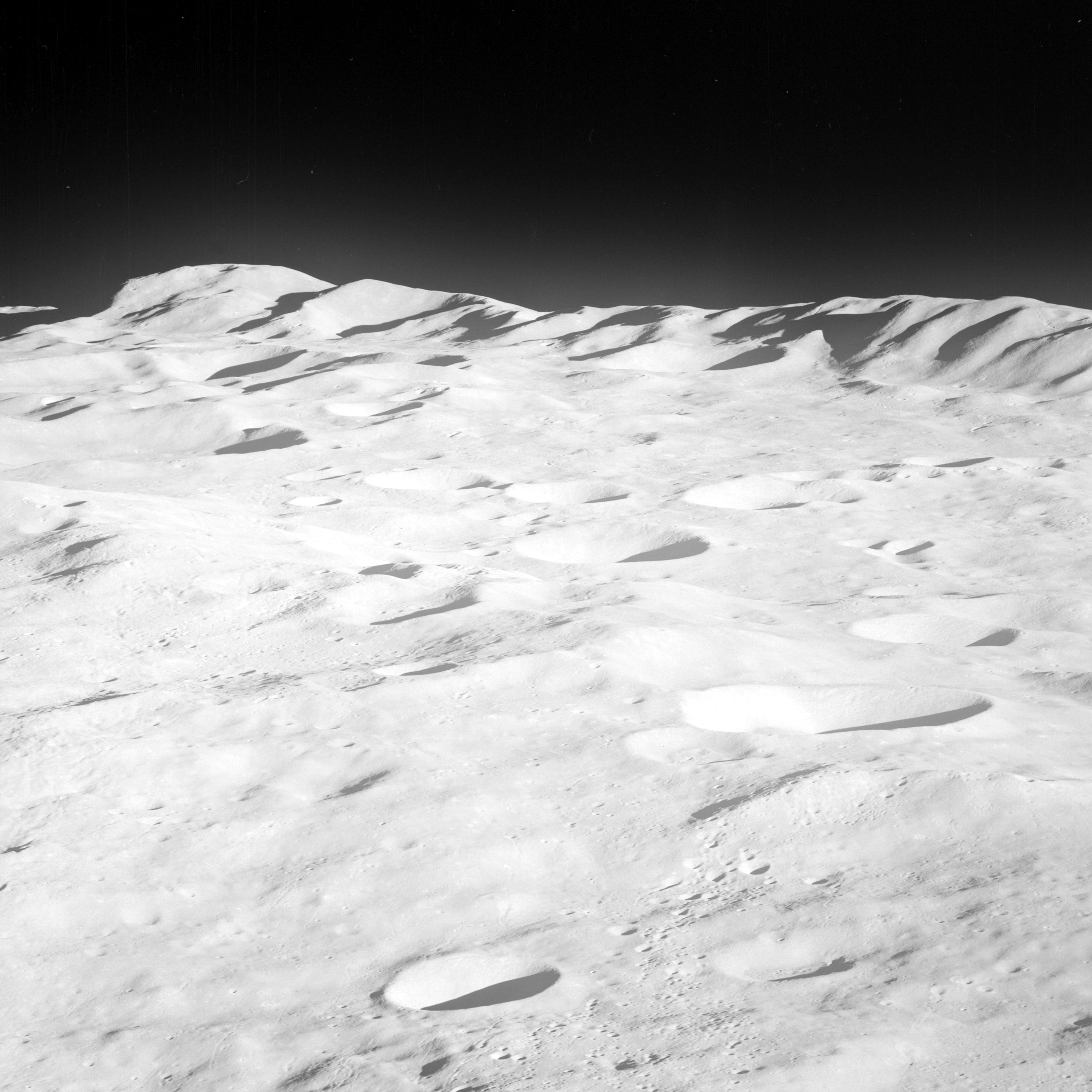
Горный хребет на северном краю бассейна. Снимок «Аполлона-8», 1968.

В 1962 году Уильям Хартманн и Джерард Койпер предположили, что горы на южном краю видимой стороны Луны, известные как горы Лейбница (позже это название было отменено), — это часть кольцевого вала, окружающего это море (аналогично другим горным хребтам Луны, окружающим различные моря). Таким образом, оно, как и большинство лунных морей, лежит в огромном кратере. Позже подтвердилось, что эти горы тянутся вдоль южного края данного бассейна. В 1968 году астронавты «Аполлона-8» сфотографировали хребты на северном краю бассейна, но их связь с ним была обнаружена лишь потом.
В конце 1960-х аппараты серии Lunar Orbiter выполнили глобальное фотографирование Луны, и при интерпретации их снимков эта тёмная область оказалась состоящей из нескольких отдельных объектов с темным лавовым заполнением и не имеющей резко выраженной в рельефе общей границы. Поэтому в 1971 году название Mare Ingenii перенесли на чётко выраженную деталь меньшего размера в пределах данной тёмной области; на эту деталь перешло и русское название «Море Мечты».
Первые данные о рельефе бассейна были получены аппаратами «Зонд-6» (1968) и «Зонд-8» (1970). Исследования лунного лимба на их снимках обнаружили в этом районе впадину диаметром >2000 км и глубиной до 5–7 км. Тогда советские учёные предложили назвать эту область Море Юго-Западное, но имеющихся в то время данных было недостаточно, чтобы надёжно определить её строение. В 1971 году близкие глубины были измерены (для северной части бассейна) и лазерным высотомером «Аполлона-15», а в 1972 — «Аполлона-16». В 1978 году Геологическая служба США опубликовала геологическую карту, охватывающую северную половину бассейна.
О бассейне было известно очень мало до 1990-х годов, когда окололунное пространство посетили космические аппараты «Галилео» (пролётом) и «Клементина» (долговременные исследования с орбиты искусственного спутника Луны). Многозональная съёмка, выполненная этими аппаратами, показала, что поверхность этого бассейна содержит больше FeO и TiO2, чем лунные материки, и поэтому более тёмная. Позже состав поверхности был уточнён с помощью гамма-спектрометра на борту Lunar Prospector. Первая карта высот для большей части бассейна была построена благодаря «Клементине» — по данным высотомера и стереосъёмки. Впоследствии другие орбитальные аппараты исследовали бассейн ещё детальнее.
3 января 2019 года в лежащем внутри бассейна кратере Карман совершил посадку аппарат «Чанъэ-4», что стало первой посадкой на обратной стороне Луны.
В 2019 году планетологи из миссий Gravity Recovery and Interior Laboratory (GRAIL) и Lunar Reconnaissance Orbiter (LRO) объявили об обнаружении под бассейном Южный полюс — Эйткен гравитационной аномалии, вызванной, возможно, застрявшим в мантии Луны 4 млрд лет назад железоникелевым ядром астероида-импактора. Масса аномалии оценивается примерно в 2,18×1018 кг и, вероятно, распространяется на глубину более 300 км.

## Физические характеристики

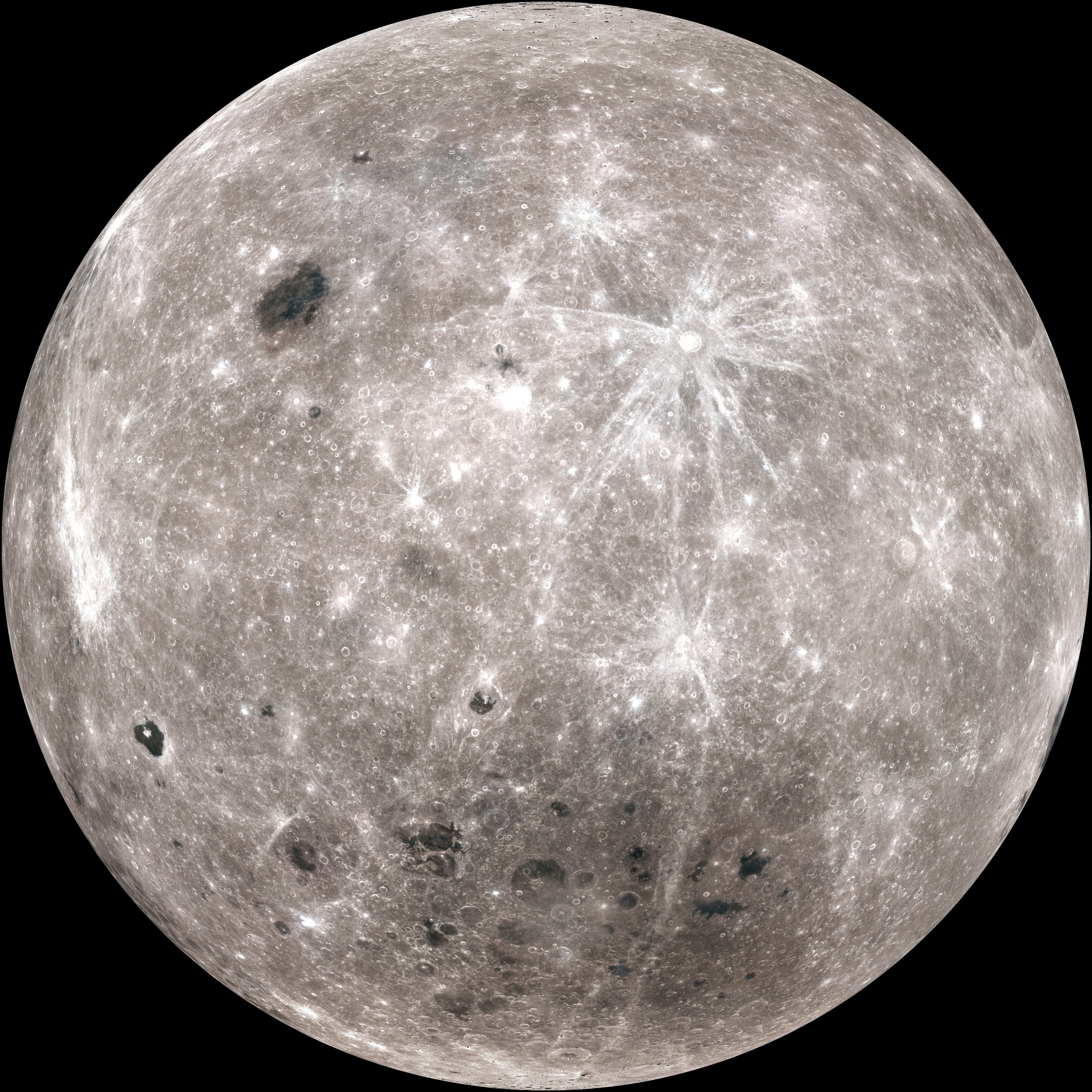
Обратная сторона Луны (мозаика снимков LRO). Потемнение внизу — бассейн Южный полюс — Эйткен.

Бассейн Южный полюс — Эйткен является крупнейшей уверенно идентифицированной ударной структурой Луны и одной из крупнейших — Солнечной системы.
Этот бассейн заметно вытянут с севера на юг (точнее, по азимуту 19°W). Он простирается от 16° ю. ш. до южного полюса и заходит ещё на 5° на видимую сторону, а его центр лежит на 53° ю. ш. 169° з. д. / 53° ю. ш. 169° з. д. Это примерно эллиптическая впадина с размытыми границами, внутри которой различают ещё одну подобную впадину. Внешняя имеет размер 2400×2050 км, а внутренняя — 1940×1440 км; их центры и направления вытянутости хорошо совпадают. Им хорошо соответствуют по форме и области повышенной концентрации железа и тория. Но сильная разрушенность бассейна мешает точно определить его размер, и есть другие оценки размеров, положения центра и даже количества его колец.
Бассейн Южный полюс — Эйткен покрыт множеством более молодых кратеров, в том числе очень больших (>300 км): Аполлон, Планк, Пуанкаре, Шрёдингер, бассейн Моря Мечты.
В пределах бассейна Южный полюс — Эйткен находится самая низкая точка поверхности Луны (−8,81 км относительно среднего уровня, на дне маленького безымянного кратера в кратере Антониади), а на его северо-восточном краю — очень высокая местность (+8,16 км, около кратера Доплер). Его средняя глубина относительно среднего уровня лунной поверхности равна −2,34 км. Толщина лунной коры в области бассейна, по-видимому, меньше обычной, поскольку при образовавшем его столкновении было выброшено очень много материала. По данным анализа лунной топографии и гравитационного поля, толщина коры в центральной части этого бассейна — около 30 км, тогда как в его окрестностях — 60–80 км, а в среднем для Луны — около 50 км.
Состав грунта этого бассейна, согласно данным миссий «Галилео», «Клементина» и «Лунный разведчик», отличается от состава поверхности материков. Важно, что образцов сходного состава нет ни среди доставленных миссиями «Аполлон» и станциями «Луна», ни среди метеоритов, идентифицированных как лунные. Данные с орбитальных аппаратов показывают, что на дне этого бассейна повышено содержание железа, титана и тория. В терминах минералогии оно намного богаче пироксенами (клинопироксеном и ортопироксеном), чем окружающие нагорья, где много анортозита. Есть несколько объяснений таких особенностей состава. Согласно одному из них, здесь было обнажено вещество нижней коры (или даже мантии), которая богаче железом, титаном и торием, чем верхняя кора. По другой версии, на дно бассейна когда-то изливалась богатая железом базальтовая лава (как в лунных морях). Возможно, отчасти верны обе версии. Существует предположение, что некоторый вклад в особенности состава поверхности этого бассейна могла внести дифференциация ударного расплава. Решению вопроса о происхождении этих особенностей помогла бы доставка образцов.

## Происхождение
Возраст бассейна Южный полюс — Эйткен оценивают в 4,2–4,3 млрд лет. Он образовался вследствие удара огромной силы. Моделирование удара по близкой к вертикальной траектории показывает, что немалое количество вещества должно было быть выброшенным с глубин до 200 километров — из мантии. Однако наблюдения не говорят в пользу мантийного состава для поверхности этого бассейна. Его дно, вероятно, всё же покрыто корой (хотя и уменьшенной толщины). Это указывает на то, что бассейн был сформирован не типичным ударом на большой скорости, а ударом на малой скорости и под малым углом (около 30 градусов или меньше), который благодаря таким параметрам не затронул большие глубины. Признаком этого служит высокое поднятие на северо-восточном краю данного бассейна, которое может быть сложено выбросами от удара такого рода.